# Степанченко Борис Миколайович
Бори́с Микола́йович Степа́нченко (22 червня 1984 — 28 травня 2019) — солдат Збройних сил України, учасник російсько-української війни.

## Життєпис
Народився 1984 року в селі Самійлівка (Олександрівський район, Донецька область). У Самійлівці закінчив середню школу; там прожив усе життя. Працював водієм у ДТЕК «Добропіллявугілля» на шахті «Новодонецькій».
30 липня 2018 року вступив на військову службу за контрактом; солдат, сапер 1-го відділення інженерно-саперного взводу 2-го батальйону 54-ї бригади. 10 листопада потрапив у зону боїв.
27 травня 2019-го військовики 54-ї бригади запустили безпілотник, терористи його збили. Саперна група вирушила на пошуки та під час перевірки мінно-вибухових загороджень батальйонного району оборони в районі міста Попасна зіткнулась з ДРГ. В ході бою Борис Степанченко зник, ворог втратив убитими 2 та відступив під прикриттям вогню з мінометів калібру 120 мм. Куля влучила Борису в печінку. Безпілотники допомогли відшукати тіло в «сірій зоні» на мінному полі; евакуйоване на тимчасово окуповану територію. Передача тіла відбулася 31 травня 2019 року.
Без Бориса лишилися батьки, сестра, дружина і двоє дітей.

## Нагороди та вшанування
- Указом Президента України № 625/2019 від 23 серпня 2019 року за «особисту мужність і самовіддані дії, виявлені у захисті державного суверенітету та територіальної цілісності України» — нагороджений орденом «За мужність» III ступеня (посмертно)[3]